# They Can’t All Be Zingers
They Can’t All Be Zingers – album amerykańskiego zespołu Primus będący zbiorem singli z pierwszych 15 lat istnienia grupy.

## Lista utworów
| 1.  | "To Defy the Laws of Tradition"     | 6:41    |
|     |                                     |         |
| 2.  | "John the Fisherman"                | 3:37    |
|     |                                     |         |
| 3.  | "Too Many Puppies"                  | 3:58    |
|     |                                     |         |
| 4.  | "Jerry Was a Race Car Driver"       | 3:12    |
|     |                                     |         |
| 5.  | "Those Damned Blue-Collar Tweekers" | 5:17    |
|     |                                     |         |
| 6.  | "Tommy the Cat"                     | 4:15    |
|     |                                     |         |
| 7.  | "My Name Is Mud"                    | 4:45    |
|     |                                     |         |
| 8.  | "Mr. Krinkle"                       | 5:25    |
|     |                                     |         |
| 9.  | "DMV"                               | 4:56    |
|     |                                     |         |
| 10. | "Over the Electric Grapevine"       | 6:24    |
|     |                                     |         |
| 11. | "Wynona's Big Brown Beaver"         | 4:23    |
|     |                                     |         |
| 12. | "Southbound Pachyderm"              | 6:23    |
|     |                                     |         |
| 13. | "Over the Falls"                    | 2:42    |
|     |                                     |         |
| 14. | "Shake Hands with Beef"             | 4:24    |
|     |                                     |         |
| 15. | "Coattails of a Dead Man"           | 5:18    |
|     |                                     |         |
| 16. | "Mary the Ice Cube"                 | 4:38    |
|     |                                     |         |
|     |                                     | 1:16:18 |
|     |                                     |         |
Utwory 1-3 pochodzą z albumu Frizzle Fry (1990), 4-6: Sailing the Seas of Cheese (1991), 7-9: Pork Soda (1993), 10-12: Tales from the Punchbowl (1995), 13-14: Brown Album (1997), 15: Antipop (1999), 16: Animals Should Not Try to Act Like People (2003).

## Muzycy
- Les Claypool – gitara basowa, głos
- Larry LaLonde – gitara
- Tim "Herb" Alexander – perkusja (utwory 1-12, 16)
- Brain – perkusja (utwory 13-15)
- Tom Waits – głos (utwory 6, 15), melotron (15)